# Jennifer Jonesová
Jennifer Jonesová (nepřechýleně Jennifer Jones, rodným jménem Phylis Lee Isley; 2. března 1919 Tulsa, Oklahoma – 17. prosince 2009 Malibu, Kalifornie), byla americká filmová herečka, která byla pětkrát nominována na Cenu Akademie. Ocenění získala jednou, a to za film Píseň o Bernadettě.

## Životopis

### Začátky
Phylis Lee Isley se narodila v Tulse, v Oklahomě. Její rodiče byli divadelníci Flora Mae Suber a Phillip Ross Isley, účinkující v estrádních programech. V prostřední showbyznysu si od mala pěstovala touhu stát se herečkou. Studovala na Americké akademii dramatického umění v New Yorku, kde se seznámila s hercem Robertem Walkerem, který se 2. ledna 1939 stal jejím prvním manželem.
Oba dva měli sen stát se herci, a když se jim nepodařilo si ho v Chicagu splnit, vrátili se do Tulsy, kde propůjčili svůj hlas v rozhlasových hrách jejího otce. Jennifer si také vydělávala modelingem. Nakonec se rozhodli odjet do Hollywoodu, kde si (tenkrát ještě pod rodným jménem) zahrála svůj debut s Johnem Waynem ve filmu New Frontier. Když ani druhým pokusem s názvem Dick Tracy's G-Men (kde už byla v titulcích jako Phyllis Isley) nenaplnila očekávání, přesídlila zpátky do New Yorku.

### Kariéra
Začátky její profesionální kariéry jsou spjaty se slavným producentem a jejím pozdějším druhým manželem, Davidem O. Selznickem. Poprvé se s ním setkala na konkurzu, ze kterého utekla s pláčem. Na Selznicka to udělalo dojem a tak jí nabídl sedmileté angažmá. Zároveň se domluvili na změně jména na Jennifer Jones.
Režisér Henry King byl nadšený kamerovými zkouškami a Jennifer získala svou nejslavnější roli svaté Bernadetty z Lurd ve filmu Píseň o Bernadettě. Marie Bernadetta Soubirousová měla jako dítě několikanásobné zjevení Panny Marie a to ji předurčilo stát se jeptiškou. Naivní a panenský vzhled, plaché a mladičké vystupování jí vyneslo nejen historicky první Zlatý glóbus pro nejlepší herečku, ale také Oscara. V den udělování jí bylo pětadvacet let a v souboji porazila hvězdy jako Ingrid Bergmanovou (se kterou se později spřátelila), Greer Garsonovou, Joan Fontaine a Jean Arthurovou. Později se Bergmanová reportérům vyjádřila: „Proplakala jsem celou Bernadette, protože Jennifer byla tak dojemná a protože jsem si uvědomila, že jsem cenu nevyhrála.“ Následující rok to byla právě Jennifer Jonesová, která předávala Oscara za nejlepší ženský výkon v hlavní roli své kolegyni Ingrid Bergmanové.

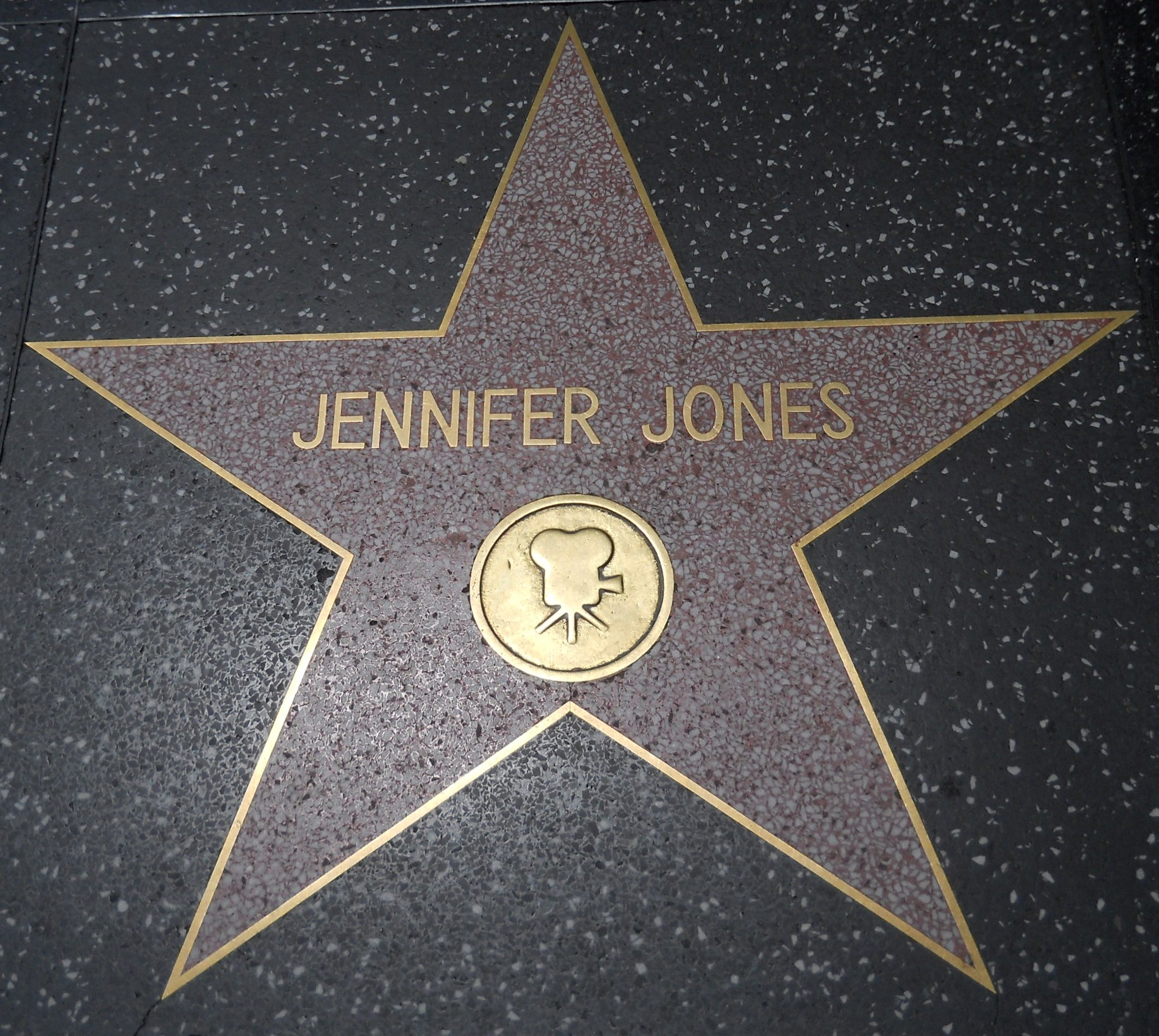
Hvězda Jennifer Jonesové na Hollywoodském chodníku slávy

V průběhu dvou desetiletí Jonesová ztvárnila několik dalších významných rolí, které jí vynesli nominace na Oscara. Roku 1944 si zahrála ve válečném dramatu Když jsi odešel. Postava tvrdohlavé náctileté dívky Jane Hiltonové, která musí dospět rychleji jen proto, že je její snoubenec zabit ve druhé světové válce, jí vynesla nominaci na Oscara v kategorii pro vedlejší herečku. Pokračujíc v dalším silném a oslnivém podání v romantickém dramatu Milostné dopisy jen potvrdila svůj talent a další nominaci. Svou předposlední a zároveň čtvrtou nominaci na Oscara za sebou získala za výkon v americkém westernu po boku Gregoryho Pecka s názvem Souboj na slunci.
V romantické komedii Cluny Brownová z roku 1946 se zamiluje do českého emigranta v podání Charlese Boyera. Snímek Portrait of Jennie byl počinem, na kterém spolupracovala s lamačem ženských srdcí Josephem Cottenem a držitelkou Oscara Ethel Barrymoreovou. Režisér Vincente Minnelli ji obsadil do adaptace Flaubertova románu Paní Bovaryová. V padesátých letech na sebe upoutala v dramatické romanci Je krásné lásku dát. Právě tato role přinesla Jennifer poslední, pátou nominaci na Cenu Akademie, kterou však získala slavná italská herečka Anna Magnani. Ve své profesionální kariéře měla na plátně za partnery herce jako Charltona Hestona, Laurence Oliviera, Montgomeryho Clifta, Humphreyho Bogarta, Williama Holdena, Rocka Hudsona a Jasona Robardse.
Poslední roli předvedla v katastrofickém dramatu Skleněné peklo. Postava Liselotte, která zrovna tančí se sňatkovým podvodníkem v podání Freda Astaira, když vypukne požár, jí vynesla druhou nominaci na Zlatý glóbus.
V roce 1981 koupila práva na novelu Larryho McMurtryho Cena za něžnost. Hlavní roli ve stejnojmenném filmu si toužila zahrát sama, ale režisér James L. Brooks se nechal slyšet, že je na tu roli stará.
Jedno z posledních televizních vystoupení bylo v roce 2003 na udílení 75. ročníku Oscarů. Americká Akademie filmového umění a věd tehdy pozvala 59 držitelů ceny v hereckých kategoriích, aby jim kolegové mohli vyjádřit poctu. Mezi účinkujícími legendami byla mimo jiné kolegyně Olivia de Havillandová, která porazila Jennifer v boji o nejvyšší filmovou poctu v roce 1947. Má hvězdu na Hollywoodském chodníku slávy.

### Osobní život

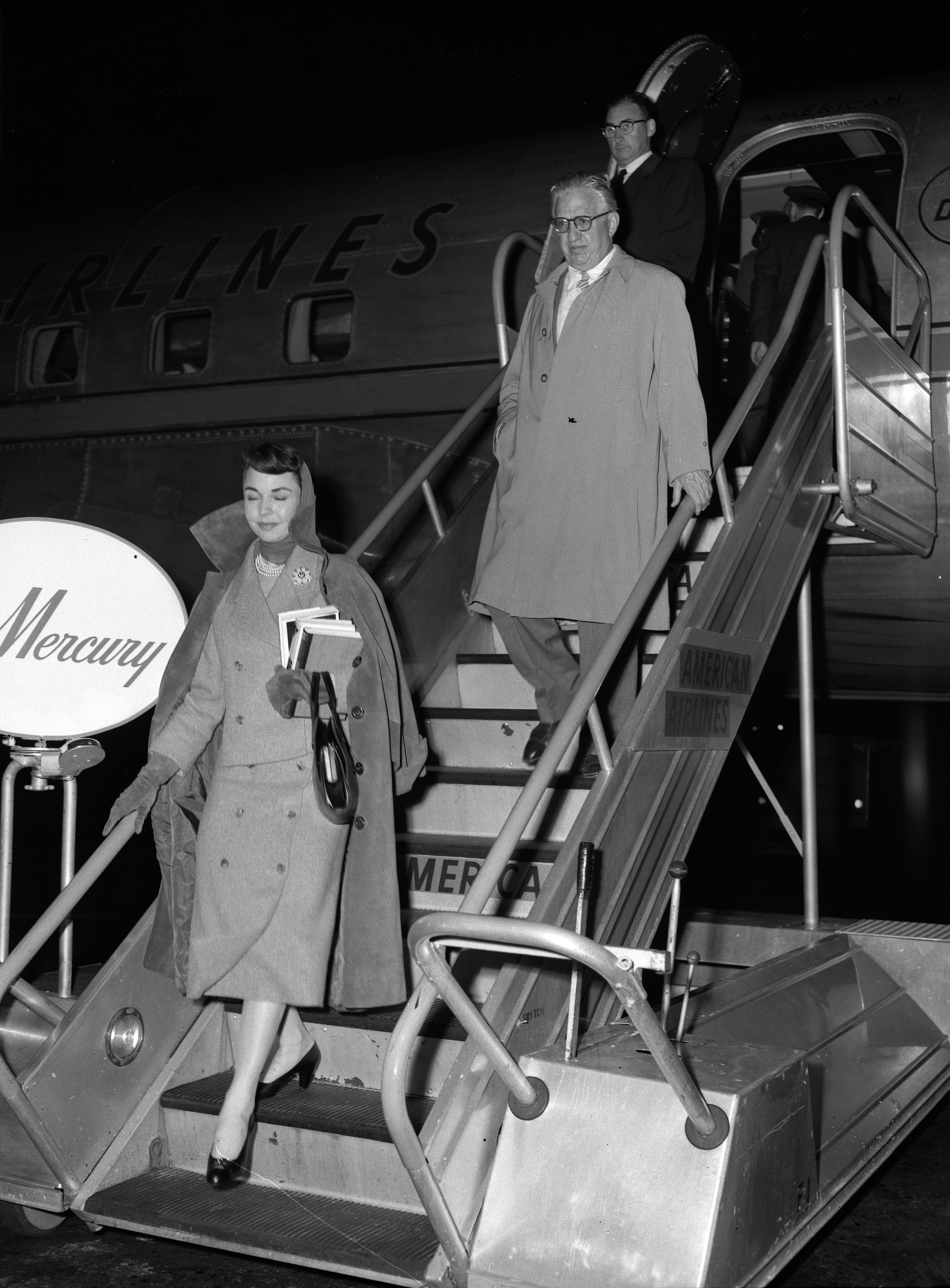
Jennifer Jonesová a její druhý manžel David O. Selznick v Los Angeles v roce 1957

Soukromý život Jennifer Jonesové byl strastiplný a těžký. S prvním mužem Robertem Walkerem se seznámila v roce 1938 v New Yorku a měla s ním dva syny, Roberta Walkera Jr. (* 15. dubna 1940; jediné dítě, které přežilo) a Michaela Rosse Walkera (13. března 1941 –  27. prosinec 2007). Seznámení s producentem Davidem O. Selznickem jí přineslo nejen kariérní vzestup , ale také životní lásku. Aféra se Selznickem se v Hollywoodu nemohla dlouho utajit. Od manžela odešla v listopadu 1943 a necelé dva roky na to se rozvedli. Herec Robert Walker se s tím nikdy nevyrovnal a podlehl alkoholu, až ho v srpnu 1951 našla hospodyně v emocionálním záchvatu. Po příjezdu psychiatra, který mu naordinoval medikamenty se však Walkerův stav zhoršil, zřejmě kombinace barbiturátů a alkoholu způsobila zástavu dechu. Už se ho nepovedlo resuscitovat; zemřel ve věku 32 let.
Davida O Selznicka si vzala 13. července 1949 a byli spolu až do jeho smrti v červnu 1965. Během společného života začala Jennifer propadat depresím, které se zhoršily po jejím prvním potratu. V listopadu roku 1967 se pokusila o sebevraždu, když se dozvěděla o smrti letitého přítele, herce Charlese Bickforda. Byla nalezena na pláži v Malibu, odkud ji v kómatu převezli do nemocnice. S druhým manželem měla dceru Mary Jennifer Selznickovou (1954 – 1976), která svůj život ukončila skokem z dvacátého patra výškové budovy v Los Angeles. To byla další rána pro oscarovou herečku. Také proto se začala zajímat o duševní choroby a v roce 1980 založila nadaci na pomoc postiženým.
V květnu 1971 se provdala potřetí, tentokrát za multimilionáře, sběratele umění a filantropa Nortona Simona, jehož syn spáchal sebevraždu v roce 1969. Se Simonem byla až do jeho smrti v červnu 1993. Pracovala jako ředitelka v Muzeu Nortona Simona.
Prodělala rakovinu prsu.

### Smrt
Zbytek života strávila Jennifer Jonesová se svým synem v Malibu, kde si užívala odpočinku. Nepodávala žádné rozhovory. Zemřela 17. prosince 2009 ve věku 90 let. Její tělo bylo zpopelněno.

## Zajímavosti
- Jako dítě ve svém volném čase prodávala vstupenky do divadla.
- Od roku 1930 byla zastupována modelingovou agenturou J. R. Powerse.
- Studovala na univerzitě Northwestern, kde byla členkou klubu Alpha Kappa Theta.
- V roce 1980 věnovala 1 milión dolarů k vytvoření nadace Jennifer Jones Simon pro duševní zdraví a vzdělání.
- Je jednou z patnácti hereček, které kdy byly navržené na Oscara za postavu jeptišky.
- Třetího manžela poznala, když se snažil koupit její portrét z filmu Portrait of Jennie.
- Byla dlouholetou cvičitelkou jógy.

## Filmografie
- New Frontier (1939)
- Dick Tracy's G-Men (1939)
- The Song of Bernadette (1943)

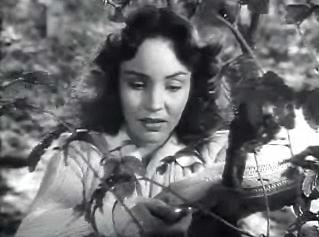
Ve filmu Milostné dopisy (1945)

- Když jsi odešel (Since You Went Away, 1944)
- Milostné dopisy (Love Letters, 1945)
- Cluny Brownová (Cluny Brow, 1946)
- Souboj na slunci (Duel in the Sun, 1946)
- Portrait of Jennie (1948)
- Madame Bovary (1949)
- We Were Strangers (1949)
- Gone to Earth (1950)
- Carrie (Carrie, 1952)
- Ruby Gentryová (Ruby Gentry, 1952)
- The Wild Heart (1952)

- Beat the Devil (1953)
- Stazione Termini (1953)

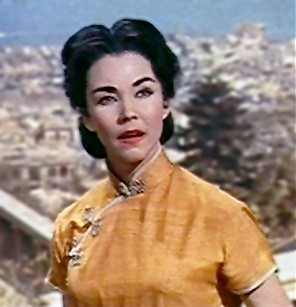
Ve filmu Je krásné lásku dát (1955)

- Je krásné lásku dát (Love Is a Many – Splendored Thing, 1955)
- Good Morning, Miss Dove (1955)
- Muž v šedém flanelovém obleku (The Man in the Gray Flannel Suit, 1956)
- Sbohem, armádo (A Farewell to Arms, 1957)
- Barretts of Wimpole Street (1957)
- Tender Is the Night (1962)
- The Idol (1966)
- Kult prokletých (Angel, Angel, Down We Go, 1969)
- Skleněné peklo (The Towering Inferno, 1974)

Má-li film distribuční název, je uveden jako první.

## Ocenění

### Oscar
- 1944 Herečka v hlavní roli – Píseň o Bernadettě (výhra)
- 1945 Herečka ve vedlejší roli – Když jsi odešel (nominace)
- 1946 Herečka v hlavní roli – Milostné dopisy (nominace)
- 1947 Herečka v hlavní roli – Souboj na slunci (nominace)
- 1956 Herečka v hlavní roli – Je krásné lásku dát (nominace)

### Zlatý glóbus
- 1944 Herečka v hlavní roli – Píseň o Bernadettě (výhra)
- 1975 Herečka ve vedlejší roli – Skleněné peklo (nominace)